# De deur ging op slot
De deur ging op slot is een hoorspel van Karl Richard Tschon. Treibjagd werd op 7 september 1957 door de Süddeutscher Rundfunk uitgezonden. De KRO zond het op 12 februari 1966 uit, van 20.10 uur tot 20.40 uur. Rolf Petersen vertaalde het en Léon Povel was de regisseur.

## Rolbezetting
- Paul Deen (de verteller)
- Jan Borkus (de man)
- Elly den Haring (de vrouw)
- Wam Heskes (de directeur)
- Rien van Noppen (een politieman)
- Huib Orizand (een gevangene)
- Johan Wolder (een vriend)

## Inhoud
Het is nog volop oorlog. De verzetsstrijders worden opgejaagd als vogelvrij verklaarde misdadigers. Een van hen is ontsnapt door een wonderlijke samenloop van omstandigheden. Met behulp van een vriend krijgt hij een valse identiteitskaart, een andere naam en een cheque van 500 Mark. De man gaat naar het postkantoor om de cheque te verzilveren. Terwijl de lokettiste daarmee bezig is, verschijnt de directeur van het postkantoor achter hetzelfde loket. Hij kijkt de man doordringend aan en die wil, onder voorwendsel geen tijd meer te hebben, op de vlucht slaan. Op dat moment gaan de deuren plotseling op slot. Hij zit gevangen. In die minuten van uiterste zenuwspanning beleeft hij in verrassend gecomponeerde parallelscènes zijn vorige arrestatie en zijn ontsnapping, die ten slotte in deze rattenval zal eindigen.